# Benoît Sourisse

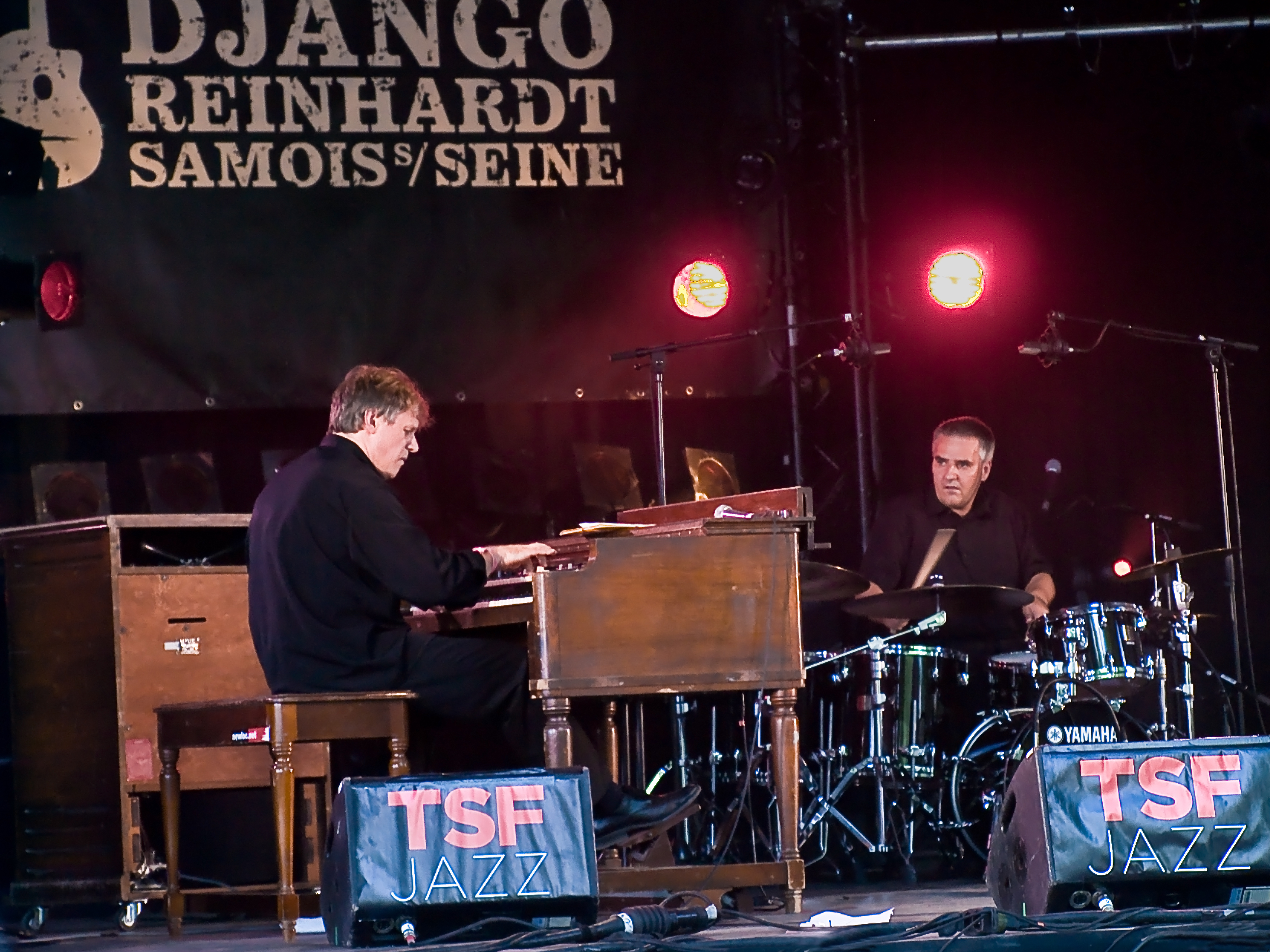
Benoît Sourisse (links, mit André Charlier, 2009)

Benoît Sourisse (* 25. April 1964 in Grenoble) ist ein französischer Jazzmusiker (Piano, Hammondorgel, Komposition).

## Leben und Wirken
Sourisse erhielt klassischen Klavierunterricht und studierte am Conservatoire à rayonnement régional de Grenoble. Vom Jazz angezogen, zog er nach Paris, wo er zunächst mit Papa Wemba und Guy Cabay arbeitete, aber auch Patricia Kaas und Princess Erika begleitete. 1991 erschien sein Debütalbum. Seit 1993 arbeitete er in der Band von Didier Lockwood; nach einer Tournee in den Vereinigten Staaten kam es zu Konzerten mit Michel Petrucciani, Martial Solal, John Scofield, Michel Portal, Mike Stern oder Toots Thielemans. Lockwood vertraute ihm zudem die Leitung seiner Band mit Joey DeFrancesco, James Genus und Steve Gadd für das Album Storyboard (1996) an. In ähnlicher Weise unterstützte er Lockwood 1999 bei der Aufführung der Oper Journal d'un usager de l'espace in der Opéra Bastille von Paris.
In dieser Zeit erwarb Sourisse eine Hammond B-3 und begann, als Organist aufzutreten. Mit dem Schlagzeuger André Charlier bildete er das Duo Charlier-Sourisse, das bis 2017 acht Alben veröffentlichte und mit weiteren Musikern verstärkt wurde, auf dem Album Gemini (2001) mit Stéphane Guillaume, Jerry Bergonzi und Olivier Ker Ourio, später mit Kenny Garrett, Philip Catherine, Kurt Rosenwinkel und Alex Sipiagin. Mittlerweilte hat sich daraus die Multiquarium Big Band entwickelt, zu der Solisten wie Claude Égéa, Stéphane Chausse, Pierre Perchaud, Lucas Saint-Cricq oder Yannick Boudruche gehören.
Zeitweilig fungierte Sourisse als musikalischer Leiter von Jean-Jacques Milteau sowie bei der amerikanischen Sängerin Demi Evans. Außerdem holte ihn Jacques Mercier in seine R&B-Band Captain Mercier, die in Frankreich sehr populär ist und mit ihm den Publikumspreis bei den Victoires du Jazz 2003 gewann. Überdies war er mit Romane (Djangovision), Sébastien Charlier, Franck Wolf, Umberto Pagnini, Guy Marchand, Alexandre Cavaliere und Rhoda Scott (Organ Masters) im Studio. Tom Lord verzeichnet zwischen 1988 und 2019 im Bereich des Jazz 39 Aufnahmen.
Sourisse unterrichtete fast 15 Jahre lang Improvisation am Conservatoire national supérieur de musique et de danse de Lyon und im Rahmen zahlreicher Masterclasses in Frankreich und in Übersee. Er arbeitete weiterhin am Centre des Musiques Didier Lockwood als Leiter der Klavierabteilung.

## Diskographische Hinweise
- Multiquarium Big Band feat. Biréli Lagrène Remembering Jaco (Naïve Records 2020)[1]
- Charlier-Winsberg-Sourisse: Tales from Michael (Gemini Records 2017)
- Charlier-Sourisse: Hard Bop Jazz (Cezame 2017)
- Charlier-Sourisse: Multiquarium (Gemini Records 2013)
- Charlier-Sourisse: Eleven Blues (Enzo Production 2004, mit Kenny Garrett, Stéphane Guillaume, Jean-Marie Ecay)
- Charlier-Sourisse: Gemini. (Dreyfus Jazz 2001)
- Didier Jockwood: Tribute to Stéphane Grappelli  (Disques Dreyfus 2000, mit Biréli Lagrène, Niels-Henning Ørsted Pedersen)
- Eric Seva, Benoît Sourisse, Benoît Vanderstraeten, André Charlier: In Folio (Siesta Records 1995)
- Nain de Jardin (Pee Wee Music 1992)